# Moreni (Romania)
Moreni è un municipio della Romania di 20 969 abitanti, ubicato nel distretto di Dâmbovița, nella regione storica della Muntenia.
Moreni è citata per la prima volta, con il nome di Moarile in un documento del 1584, mentre il nome attuale è documentato dal 1661.
La crescita progressiva della località portò ad ottenere lo status di città nel 1947 e quello di municipio nel 2003
Moreni fu la culla dell'industria petrolifera romena: le prime notizie di estrazione di petrolio nell'area della città risale al 1691, che ne fanno la terza città al mondo in cui vennero estratti idrocarburi.

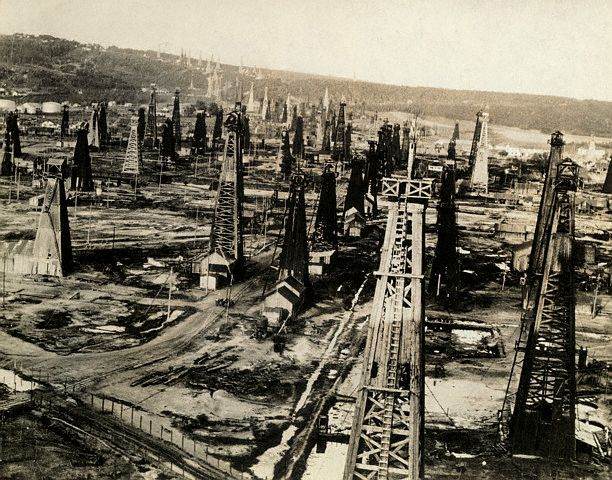
Campo petrolifero a Moreni negli Anni '20.